# Estrella de Plata
La Estrella de Plata (en inglés: Silver Star) es la quinta condecoración más importante (tercera por valor) de las Fuerzas Armadas de los Estados Unidos. Se otorga la medalla por coraje frente a un enemigo de los Estados Unidos.

## Historia
La Estrella de Plata es la medalla sucesora de la Estrella de Citación que fue establecida en el acta del Congreso del 9 de julio de 1918. El 19 de julio de 1932 el Secretario de Guerra aprobó la conversión de la Estrella de Citación a la Estrella de Plata. La Estrella de Citación original se incorporaba en el centro de la medalla. La Estrella de Plata reúne el rojo, el blanco y el azul y la cinta respectiva de la medalla del Certificado de mérito.
La aprobación para la Estrella de Plata fue puesta en rigor por el Acta de Congreso en la Armada de EE. UU. el 7 de agosto de 1942, y por el Acta del Congreso del 15 de diciembre de 1942. La actual aprobación estatutaria para la medalla es el Título 10 del Código de EE. UU., 10 U.S.C. 3476 para el Ejército, 10 U.S.C. 8746 para la Fuerza Aérea y 10 U.S.C. 6244 para la Armada.
El Ejército y la Fuerza Aérea reciben actualmente la Medalla como la Estrella de Plata. La Armada, el Cuerpo de Marines y los guardascostas  la siguen recibiendo como la Medalla de la Estrella de Plata.

## Criterios para la concesión de la medalla
La Estrella de Plata es otorgada  a individuos que hayan realizado actos heroicos en combate contra un enemigo, pero que no justifican la Cruz por Servicio Distinguido del Ejército, la Cruz de la Armada o la Cruz de la Fuerza Aérea.
La valentía demostrada debió darse durante una acción contra un enemigo de los EE. UU., mientras se involucra en operaciones militares que actúan frente a una fuerza extranjera, o mientras sirve con una nación aliada contra una fuerza extranjera armada en la cual los EE. UU. son una parte no beligerante. 
Pilotos de la Fuerza Aérea, oficiales en sistemas de combate, aviadores de la Armada y del cuerpo de infantería de marina y oficiales de vuelo son frecuentemente elegibles para recibir la Estrella después de convertirse un as (eliminar a cinco unidades enemigas), que cubre al piloto y en aviones con múltiples cabinas, el oficial de sistemas o el oficial de radar, que intencionalmente arriesga su vida en varias ocasiones y sale victorioso.

## Apariencia
Una estrella grande de 5 puntas dorada, con una corona de laurel en el centro, y una estrella de plata pequeña en el centro. Se suspende sobre una franja blanca y azul, con una franja roja en el centro.

## Condecorados notables
No existe un registro completo. Se concedieron más de 100.000 Estrellas de Plata en combate durante la Segunda Guerra Mundial.
Entre los condecorados, destacan:
- Lyndon B. Johnson: Presidente de Estados Unidos[1]
- John Kerry: senador de los Estados Unidos y candidato presidencial demócrata en 2004.[2]
- John McCain: senador de los Estados Unidos y candidato presidencial republicano en 2008.[3]
- Omar Bradley: último general del ejército (general de cinco estrellas) del Ejército de los Estados Unidos.[4]
- Douglas MacArthur: general de cinco estrellas del Ejército de los Estados Unidos, mariscal de campo del Ejército Filipino y comandante supremo aliado en el Frente del Pacífico durante la Segunda Guerra Mundial.[5]
- George Marshall: secretario de Defensa, secretario de Estado y Jefe de Estado Mayor del Ejército de los Estados Unidos.[6]
- George Patton: Gobernador militar de la Zona de Ocupación Estadounidense en Alemania y general de los Estados Unidos.[7]